# Гаррик, Эдгар Евгеньевич
Эдгар Евгеньевич Гаррик (псевдоним; настоящая фамилия — Гренцион, 1906, Москва — 1957, Ленинград) — советский актёр.

## Биография
Сын Анны Ивановны Чулковой (сестры поэта Георгия Чулкова) и журналиста Евгения Карловича Гренциона. Назван в честь Эдгара По. С 1911 года Чулкова стала женой Владислава Ходасевича, и ближайшие 11 лет, до отъезда Ходасевича за границу в 1922 году, Эдгар прожил в семье поэта — в Москве, а потом в Доме искусств в Петрограде, в 1921 году ездил с матерью и отчимом в колонию Дома искусств Холомки в Порховском уезде Псковской губернии. Неоднократно упоминается в его переписке и воспоминаниях.
В детстве Эдгара называли уменьшительным именем Гарик, впоследствии это имя стало его псевдонимом (с удвоением «р», как в фамилии актёра Дэвида Гаррика). Ему посвящены две строчки из «Антологии житейской глупости» Осипа Мандельштама: «Это Гарик Ходасевич, по фамильи Гренцион, // Несмотря что Альциона есть элегия Шенье». Эдгар Гренцион изображён на картине племянницы Ходасевича Валентины Ходасевич «Портрет мальчика» (1911, частное собрание).
Эдгар Гренцион стал актёром агиттеатра при областном политпросвете Затем снимался в кино под именем Эдгар Гаррик. Самая известная его роль — Карл XII в фильме «Пётр Первый» (1937). Снимался также в фильме «Герои Шипки» (1954) в роли генерала Левицкого.
Жил в Ленинграде по адресу ул. Герцена (Б. Морская), 14, скончался от рака в 1957 году. Был дважды женат: на Лидии Антоновне Яковлевой и Ляле Мандельштам. От первого брака имел дочь Наталью (1925-1995).